# Старообрядчество на Алтае
Старообря́дчество — ортодоксально ориентированная часть русского православия, не согласившаяся с политико-церковными реформами царя Алексея Михайловича и патриарха Никона в середине XVII века, а также последующих реформаторов. Составило широкое народное движение. Соблюдая и сохраняя древнерусские дореформенные православные чины и обряды, старообрядцы были вынуждены выживать как на старых, так и на новых территориях, куда пришлось бежать вследствие жестоких гонений. На Алтае религиозно-подвижнические общины старообрядцев, которых привлекали богатые необжитые места и легенда о стране под названием Беловодье, стали не только важнейшим фактором интенсивного освоения Сибири, но и оказали большое влияние на формирование духовной культуры края.

## История
Протопопы Даниил, Иван Неронов и Аввакум Петров, не согласные с нарушением православной русской традиции и реформой, проведённой в 1653 году церковью в лице патриарха Московского Никона (при поддержке царя Алексея Михайловича), были высланы из Москвы. Протопоп Аввакум, проведший более 10 лет в сибирской ссылке, стал духовным наставником многих старообрядцев в Западной Сибири. Старообрядцы белокриницкого согласия на Алтае почитают его как священномученика и сохраняют память о нём до настоящего времени.
Законодательно действия, направленные против реформы и приверженность старым православным обрядам, были закреплены в одной из статей свода законов Русского царства — Соборном Уложении 1649 года. Люди, соблюдавшие и сохранявшие старое русское православие, были вынуждены уезжать из тех мест, где их могли преследовать по закону, предусматривающему смертную казнь. Они селились, как правило, в глухих местах, куда закон в лице представителей власти не мог дотянуться. В глухие места Алтая, на берега рек Бии и Катуни, стали приезжать старообрядцы, как добровольно, так и по принуждению. В «Хронологическом перечне важнейших данных из истории Сибири» автор пишет:

Ссылка раскольников до того благоприятствовала распространению в Сибири раскола, что в 1722 году Пётр I нашёл необходимым ссылать их вместо Сибири в Рогервик. Это однако ж не исправило дела...в Сибирь бежали раскольники со всех сторон, особенно после 1682 и 1683 года....Сибирская губернская канцелярия доносила, что на заводах Демидова раскольников вовсе нет, и совращению в расколе «там неуповаемо быть». Между тем, в то же время, приказчик Демидова Гладилов писал, что демидовские заводы населены почти исключительно раскольниками; то же самое подтверждает и Татищев, прибавляя, что у Демидова в лесу есть пу́стыня, «где и корень онаго суеверия находится».
— Хронологический перечень важнейших данных из истории Сибири
По мнению современного историка П. Ф. Коробейникова, царь Пётр I пытался унифицировать общественную жизнь государства, в том числе, церковную политику: «Государство устанавливало различные правовые режимы для их имущества, оказывало одним из них большую, другим меньшую материальную помощь, а третьим вообще отказывало. К числу последних относились и „раскольники“, среди которых и были приверженцы старых обрядов».
Открытые гонения на старообрядцев прекратились, когда начались реформы Петра I, так как в государстве декларировался принцип веротерпимости, поскольку православие служило источником пополнения казны: был введён налог на бороды; по указу от 8 февраля 1716 года старообрядцам позволялось жить в населённых пунктах и городах открыто. Они облагались двойным податным налогом; были лишены права проповедовать своё учение и права выбора на общественные должности, ограничены в гражданских правах (браки, совершаемые старообрядцами, не считались действительными), несли другие повинности. В этот период появлялись крупные старообрядческие центры, которые успешно осуществляли различную хозяйственную деятельность и культурное строительство.
На Алтае деревни, основанные старообрядцами, находятся в разных уголках Алтайского края и Республики Алтай: Третьяково, Старо-Алейск, деревня Плоская, Екатерининское, Катанда, Усть-Кокса, Дайбово, Солонешное и другие.
Конфессиональной миграции старообрядцев на Алтай способствовала легенда о Беловодье — легендарном месте, где можно было обрести личную свободу, ставшая мотивацией и идеологическим основанием для верующих. По преданиям, это была не только свободная, но и богатая страна с полностью сохранившейся «святоотеческой верой», отделённая от России глубокими ущельями, в которой сохранились дремучие леса, нет воровства и принимающая тех, кто чист духом.
Старообрядцы селились в труднодоступных местах, в том числе, в Сибири и на Алтае, многие из них — в Уймонской долине. Предки русских староверов в конце 18-го столетия проживали в маленьких поселениях на 3-5 дворов, раскиданных по ущельям и берегам рек. Занимались пашнями, охотились и ловили рыбу, разводили пчёл, вели торговлю. Первым старообрядческим селом считается Верхний Уймон.
Старообрядцы смогли создать на Алтае уникальный хозяйственно-культурный тип, так как привнесли свой опыт европейских традиций и новые для Алтая способы хозяйствования, применяя впервые в данной местности различные способы использования природных ресурсов, что помогло им за короткий срок адаптироваться в непривычном высокогорном таежном климате. Помимо землепашества, они развивали селекционное скотоводство и мараловодство, горное пчеловодство, сбор кедрового ореха, наладили торговлю со среднеазиатскими купцами. Можно сказать, что они были одними из первых, кто начинал русско-китайскую торговлю, устанавливая торговые связи и продавая в Китай такую продукцию, как панты, хлеб и муку.
На Алтае староверов в народе часто называют кержаками, так как одними из первых поселенцев были потомки староверов, жившие в скитах на реке Керженец в Поволжье. Отважность, прямодушие, открытость, решительность и силу отмечали в староверах Алтая исследователи К. Ф. Ледебур, этнограф А. А. Принтц, путешественник В. В. Сапожников. Ученых удивил уровень грамотности местных жителей, в том числе детей и женщин, так как почти каждый житель в староверческих сёлах умел читать и писать.
В 1912 году только в трёх церковных округах (благочиниях) — Барнаульском, Бийском и Змеиногорском было зарегистрировано более 65 общин старообрядцев, принадлежавших различным согласиям. Около 45 общин были белокриницкого согласия (Томско-Алтайская старообрядческая епархия).
Старообрядческое население на Алтае селилось, преимущественно, в тех районах, где можно было вести сельскохозяйственную деятельность. Больше всего их было в Змеиногорском уезде, а также на Нижнем Чумыше, в Алтайском, Солонешном, Заринском районах, в Уймонской долине.
В начале 20 века на Алтае сохранились четыре благочиния, несколько приходов, стояли храмы, священники проводили церковные обряды, читали службы. По количеству прихожан на Алтае был центр старообрядчества, хотя формальная столица, резиденция старообрядческого епископа и церковная администрация находились в Томске. Рассматривался вопрос о перенесении резиденции епископа на Алтай, так как значительная часть приходов была именно там.
В период революционных преобразований, в годы советской власти староверам был нанесён непоправимый урон — гражданская война, голод, коллективизация, раскулачивание привели к тому, что многие приверженцы старой веры вынуждены были мигрировать. Они вновь покидали обжитые места Алтая, уходили в сторону Харбина, перебирались в Маньчжурию, Китай. Так часть из них оказалась за границей — в Латинской Америке, Австралии и США.
Староверы принимали участие в боях во время Великой Отечественной войны.

### Хронология алтайского старообрядчества XVIII—XXI вв.
Вследствие гонений, притеснений и ограничений, которые в разной степени отражались на движении старообрядчества в разные периоды его истории, оно претерпело немало изменений — от разрушения скитов и церквей, до их возрождения в XXI веке.
- 1720 — на Алтае появляются первые старообрядцы[16].
- 1722 — выходит Указ Петра I о запрете отправки ссыльных старообрядцев в Сибирь[17].
- 1737—1738 годы — издаются распоряжения о привлечении «раскольников» к горным работам и на демидовских заводах[18].
- 1739 — Тобольская консистория разыскивает «раскольников» в Томске, Бердске, Кузнецке и Белоярской слободе.
- С 1740 года южная часть Горного Алтая и берега реки Бухтарма становятся местом поселения вольных каменщиков, свободно проживавших в деревнях и хуторах общинами без влияния официальной церкви и властных структур[19].
- 1745 — Гавриил Семёнов, выходец из Выговской пустыни, и католик А. Беэр ведут богословский спор в Барнауле[20](Книга Г. С. Украинцева «Вопросоответное разглагольство верою латынянина бригадира Беэра с завоцким жителем Оукраинцевым, чинимое в 745 году», Государственный Исторический музей).
- С 1723 по 1747 годы — несколько крупных актов самосожжения староверов в знак протеста против притеснений: 1723 год — Елунинская пустынь (от 600 до 1100 человек), 1739 год — деревня Шадрино на реке Лосихе (300 человек). 1742 год — в деревне Лепёхино Белоярской слободы (18 человек), 1746 — несколько случаев самосожжения в поселениях староверов (современный Шипуновский район)[21].
- 1748 — при розыске двух заводских рабочих обнаружены поселения в глубине Алтайских гор[22].
- В 1750 году Тобольская консистория требует ареста всех старообрядцев, поселившихся на реках Чарыш и Чумыш (деревни Кашкарагаиха, Тайменская, Луговая, Кармацкая, Чесноковская, Бельмесева и Беспалова). Во избежание массовых протестов в виде самосожжения, аресты не производились[23].
- 1761 — тайное поселение найдено около одного из притоков реки Тургусун, где проживали старообрядцы-каменщики[16].
- 1762 — Екатерина II издала Государственный манифест, в котором приглашала вернуться в Россию русских раскольников, бежавших от религиозных гонений на территорию Польши.
- 1764 — основание посёлков староверами, вернувшихся по зову Екатерины Второй и осевших в Змеиногорском округе[16]
- 1765 — беглецы из Польши и Литвы по специальному распоряжению правительства ссылаются в Сибирь[16].
- 1779 — ссыльные крестьяне-«поляки» приписываются к заводам и рудникам. Распоряжение действовало до 1861 года, когда было отменено крепостное право[24].
- 1780-е годы — на Алтае появляются сибирские и уральские старообрядцы часовенного согласия[25].
- 1786 — алтайские старообрядцы стали первыми в Сибири, кто начал разводить пчёл не только для собственного потребления, но и на продажу, сделав тем самым пчеловодство коммерческой отраслью[26].
- 1791 — Екатериной II издан рескрипт, позволяющий староверам-каменщикам становиться российскими подданными, им присвоен статус «ясачных инородцев». В 1792 году старообрядцы из Бухтармы причислены к числу верноподданных граждан[23].
- 1787—1820 годы — происходит активное заселение Алтая староверами, возникают новые деревни — Малая Убинка, Черемшанка, Волчиха, деревни Бутаково (Змеиногорский уезд) и Новая Шульба (Бийский округ), село Выдриха теперь находятся в Казахстане; строятся церкви и молельни[2][27].
- 1824 — ясачные каменщики получают статус оседлых инородцев, с них берётся оброк: 8 рублей в год с каждого человека[16].
- 1825—1826 гг. — первое официальное сообщение о побеге крестьян в поисках Беловодья, которое затем повторяется в 1839, 1840 и 1861 годах[23].
- 1850-е годы — бухтарминские каменщики закладывают основы мараловодства[28].
- 1865 — в Бийском округе основан единоверческий монастырь(«Хронологический перечень важнейших данных из истории Сибири», стр. 618)[2].
- 1871 — в селе Каменке (Барнаульский уезд, Среднекрасиловская волость) усилиями и на средства «древлеправославных христиан» возводится церковь, этот факт становится началом истории общины старообрядцев, которые и сегодня проживают в Кемеровской области, посёлок Урск[29].
- 1880—1890-е годы — активизируется процесс образования новых старообрядческих поселений на Алтае в связи с переселением крестьян из Центральной России в Сибирь[30].
- 1888 по 1903 годы — вновь предпринимаются попытки отыскать Беловодье[23].
- 1892 — в селе Орловка Владимирской волости открывается единоверческий храм[31].
- 1899 — строятся церкви и моленные дома, в 170 верстах от села Лосиха на реке Банная сёстры из Уфимской губернии открывают Покровский старообрядческий монастырь женской поморской обители[32].
- 1908 — в село Благовещенка переселяются староверы (материалы музея с. Благовещенка Алтайского края); в селе Богатырево Бухтарминской волости служит белокриницкий священник[28].
- В 1910 году в Усть-Коксинском районе проживало более 3,5 тысяч старообрядцев (по документам Управления архивного дела Алтайского края. Л. 95-96.): православное (новообрядческое) население — 779 человек, беспоповцев — 2685 человек; поповцев (австрийского согласия) 68 человек[19].
- С 1911 по 1918 годы — проходят съезды старообрядцев-белокриничников Томской епархии, часовенного и поморского согласий; основана белокриницкая церковь в селе Коробиха[23].
- 1917—1918 год — Всероссийский старообрядческий съезд и съезд старообрядцев Томско-Алтайской епархии, приемлющих священство Белокриницкой иерархии; исполнительный комитет сибирских старообрядцев всех согласий принимает решение об издании в Барнауле журнала «Сибирский старообрядец»[33] .
- 1980 — в Усть-Каменогорске открывается Покровский храм Русской Православной Старообрядческой Церкви (разобран в 1936 году)[34].
- С 1992 по 2000 годы — возвращение священнослужителей в общины староверов, выход альманаха «Старовер» в Горно-Алтайске (русская православная старообрядческая церковь), открытие храмов (с. Благовещенка, Бийск)[17].
- 2004 — Архиерейский собор РПЦ создаёт специальную Комиссию «для уврачевания последствий русского церковного раскола» XVII века, которая будет рассматривать дела старообрядчества, приходов и осуществлять взаимосвязь с общинами староверов[17].
- 2016 — впервые за несколько столетий старообрядческие согласия встретились на Международной конференции «Старообрядчество, власть и общество в современном мире»[35].

## Культура и быт
Социальная неоднородность среди движения староверов привела к тому, что движение старообрядцев распалось на довольно большое количество течений и групп. В основном их можно разделить на две основные группы: поповцы (признающие церковные старообрядческие богослужения) и беспоповцы (не признающие обрядов, совершаемых в церкви), признававшие только общинные религиозные традиции при отправлениях религиозного культа. Богослужение в обоих случаях велось по старопечатным книгам, изданным до 1654 года, и рукописным текстам. Со времён протопопа Аввакума старообрядцы считают себя «ревнителями древлего благочестия» или «православными христианами». На Алтай многие из них переселились во времена гонения за веру, поэтому в Уймонской долине много тех, кто причисляет себя к беспоповцам.
Несмотря на то, что официальная власть причислила староверов к разряду «ретроградов», они, освободившись от жёстких политических рамок и власти церкви, быстро разработали ряд мер, соответствующих принципам внутренней демократии. Основными устоями старообрядческих общин стали милосердие, круговая порука, жертвенная любовь, выборность духовенства, соборное управление церковью, всеобщее принятие решений и просвещение. Многие из старообрядцев стали меценатами (Т. С. Морозов, В. П. Рябушинский, Д. В. Сироткин и другие).
На бытовом уровне среди членов общины всегда поддерживался патриархальный уклад жизни, соблюдалась высокая степень самоорганизации, действовала взаимовыручка: помогали беднякам, могли бескорыстно поделиться с ними имуществом, скотом. В общинах всегда существовала строгая дисциплина, в семье каждый исполнял свои обязанности, младшие почитали родителей и старших по возрасту, конфликты либо отсутствовали, либо быстро разрешались. Методы воспитания были довольно жёсткими, особенно по отношению к вновь появившимся в семье снохам или зятьям, не знакомым с системой родственного подчинения. Женщинам в семье староверов мог оказать помощь любой мужчина, выполняя женские обязанности. Богослужения были обязательными и проходили ежедневно в виде семейных молитвенных собраний. Крестили детей и сочетали молодых браком также в кругу семьи. Детей обращали в «старую веру», учили молиться и читать очень рано — в семье или в «тайных школах». Среди староверов всегда было намного больше грамотных, чем среди обычного населения. Особое значение придавалось соблюдению моральных устоев, религиозных обрядов, сохранению в чистоте и неприкосновенности старообрядческих канонов.
Все старообрядцы в разной мере стремились вести замкнутый образ жизни, были приверженцами соблюдения норм аскетизма и поведения, почерпнутых из «Домостроя», культурно-бытовой изоляции, которая иногда находила выражение в крайне строгих формах, близких к монастырским устоям.
Приверженность к системе запретов, сохраняющая замкнутость, привязанность к архаичному быту, домашним традициям и территориальная обособленность — всё это способствовало сохранению религиозного сознания и обрядности с соблюдением обычаев старой веры до настоящего времени у части православных староверов. Примерами могут служить такие сёла, как Катанда, Усть-Кокса, Замульта, Мульта, Тихонькая и другие. Староверы-беспоповцы не строят храмов, молитвенные собрания происходят в одном из домов. Общения они не избегают, гостеприимны, слухи о том, что приверженцы старой веры не станут есть с гостями из одной посуды, верны, но они обусловлены соображениями личной гигиены.
В Алтайском крае в старообрядческих поселениях было принято красочно разрисовывать избы изнутри, покрывая стены разноцветными орнаментами и узорами. Бытовая живопись была завезена на Алтай первыми переселенцами-старообрядцами, расписывавшими стены жилья кустами, «выраставшими» из красочных ярких вазонов, розанами и кругами. Эта традиция настенной живописи сохранилась в староверческих селах Горного Алтая вплоть до середины XX века, а в некоторых сёлах Уймонской долины она присутствует и поныне. Жилища расписывали почти полностью: двери, стены и даже потолки. Узоры из цветов, красочные круги, изображения деревьев и кустов — это духовные обереги, обитель духов, которые покровительствуют дому. Птицы и животные символизировали связь с предками, розетки из цветов и листьев — связь с небесной сферой. В настоящее время в большинстве домов сохранились только фрагменты росписи. Наиболее хорошо сохранились рисунки на предметах быта, в основном на старинных прялках, в виде изображения цветов, птиц и деревьев или веточек. Цвета яркие — синий, все оттенки красного, зелёный и коричневый.
Приверженцам «старой веры» на протяжении более чем 60 лет, несмотря на колебания, удалось сохранять численность общин примерно на одном и том же уровне. Этому способствовали такие факторы, как разбросанность селений, их удалённость от магистральных путей сообщения. Общины оказывали влияние на местное население не только на материальном (основывали новые селения, развивали землепашество, пчеловодство и скотоводство), но и на духовном уровне (свободное отправление религиозных служб и соблюдение патриархального уклада, сохранение ряда культурных традиций, нравственных устоев в общинах). В то же время в ряде сёл и деревень на различные старообрядческие общины оказывало влияние официальное православие и социально-экономическое развитие общества, что приводило к ослаблению традиций. Нарушались они и на бытовом уровне, особенно это сказывалось на браках, когда женитьба или замужество происходили вопреки воле родителей.
На протяжении столетий староверы сохраняли привычный и неизменный образ жизни, оказывая воздействие на культуру региона. Несмотря на то, что храмы и молитвенные дома стали восстанавливаться после 1994—1995 годов, в современном мире идеализация священной старины уже не имеет того крепкого основания, которое цементировало внутреннюю жизнь общины на протяжении веков. Общинам становится всё труднее сохранять традиции и замкнутый образ жизни: детей невозможно изолировать от соблазнов внешнего мира и технического прогресса — они обучаются в школах; вырастая, стремятся уехать в города. В новейшее время к различным видам деятельности прибавился туризм: по историческим местам ревнителей старой православной веры разработан туристический маршрут.